# Municipio de Boston (Míchigan)
El municipio de Boston (en inglés: Boston Township) es un municipio ubicado en el condado de Ionia en el estado estadounidense de Míchigan. En el año 2010 tenía una población de 5709 habitantes y una densidad poblacional de 61,29 personas por km².

## Geografía
El municipio de Boston se encuentra ubicado en las coordenadas 42°53′38″N 85°15′21″O / 42.89389, -85.25583. Según la Oficina del Censo de los Estados Unidos, el municipio tiene una superficie total de 93.15 km², de la cual 90.85 km² corresponden a tierra firme y (2.47%) 2.31 km² es agua.

## Demografía
Según el censo de 2010, había 5709 personas residiendo en el municipio de Boston. La densidad de población era de 61,29 hab./km². De los 5709 habitantes, el municipio de Boston estaba compuesto por el 96.6% blancos, el 0.46% eran afroamericanos, el 0.47% eran amerindios, el 0.44% eran asiáticos, el 0.02% eran isleños del Pacífico, el 0.93% eran de otras razas y el 1.09% pertenecían a dos o más razas. Del total de la población el 2.49% eran hispanos o latinos de cualquier raza.